# Клан Бэлфор
Бэлфор или Балфур — один из кланов равнинной части Шотландии.
Эта фамилия имеет местное происхождение от земель или баронства Балфур около слияния рек Ор и Левен в округе Маркинх (Файф). Эта фамилия обнаружена во многих средневековых рукописях Шотландии, начиная с Джона де Балфура, который появляется на судебном разбирательстве в 1304 году. Уильям де Балфур подписал договор с Дунканом, графом Файфа, между 1331 и 1335 гг. Как их ирландские родственники многие шотландцы из семейства Балфур были вынуждены эмигрировать после подавления восстания 1745 года. Другие знаменитые представители этого семейства – сэр Джеймс Балфур (1583), автор «Практики Балфура»; Роберт Балфур (1550-1625), философ; и наконец Джеймс Артур Балфур (1848-1930) государственный деятель и философ, который в 1905 году стал графом Балфуром из Виттинэма.